# Mil Mi-2
Mil Mi-2 (tên hiệu NATO là "Hoplite") là một trực thăng quân sự đa nhiệm hạng nhẹ bọc thép, vừa có chức năng là trực thăng vận tải, vừa có thể có chức năng yểm trợ cận không nếu được gắn thêm pháo 23 mm và đạn phản lực 57 mm.

## Thiết kế và phát triển
Mi-2 được chế tạo phần lớn tại Ba Lan, trong nhà máy WSK "PZL-Świdnik" ở Świdnik. Cho đến khi model này ngừng tiếp tục sản xuất vào năm 1985, có khoảng 7200 máy bay trực thăng Mi-2 đã được xuất xưởng.
Chiếc trực thăng đầu tiên mà Liên Xô sản xuất là một chiếc Mil Mi-1, bắt chước quy trình sản xuất S-51 và Bristol Sycamore và đã được cục thiết kế của Mikhail Mil cho cất cánh vào tháng 9 năm 1948. Trong thập niên 1950, người Mỹ và Pháp đã phát triển được động cơ tuốc-bin, tăng đáng kể năng lực cho máy bay trực thăng. S. P. Isotov đã phát triển động cơ GTD-350 và Mil đã đưa ra mẫu máy bay trực thăng Mi-2 siêu việt sử dụng 2 động cơ loại này. Dự án phát triển này được gọi là V-2, thực hiện tại cục thiết kế của Mil. Sau đó, đến năm 1964, việc chế tạo được chuyển sang Ba Lan. Từ đó, WSK-Świdnik đã xuất xưởng hàng ngàn chiếc, mà tới một phần ba trong số đó là cho các khách hàng quân sự; đồng thời phát triển loại cánh rotor bằng nhựa và cải tiến mở rộng khung thân máy bay thành biến thể Mi-2M cho phép chở 10 hành khách thay vì 8 như trước. Mi-2 còn được cải tiến để dùng vào các nhiệm vụ cấp cứu đường không, cứu hỏa đường không và phun thuốc trừ sâu.
Ba Lan còn phát triển vài biến thể quân sự khác, gồm biến thể trực thăng trinh sát hoặc yểm trợ cận không khi được gắn thêm pháo tự động 23 mm, súng máy và/hoặc hai ống phóng đạn phản lực 57 mm, bốn tên lửa chống tăng 9K11 Malyutka hoặc Strela 2 AA.

## Lịch sử hoạt động
Mi-2 bắt đầu được Không quân Liên Xô đưa vào sử dụng từ năm 1965. Liên Xô và các nước thuộc khối Đông Âu là những quốc gia sử dụng Mi-2 chính; ngoài ra còn có Mexico và Myanma. Nhiều biến thể Mi-2 có vũ trang được Ba Lan sử dụng. Đông Đức cũ cũng sử dụng một số biến thể Mi-2 có vũ trang (gắn thêm súng máy và đạn phản lực). Đến nay, Cộng hòa Dân chủ Nhân dân Triều Tiên vẫn còn một đội bay Mi-2 khoảng hơn 200 chiếc.

## Các biến thể

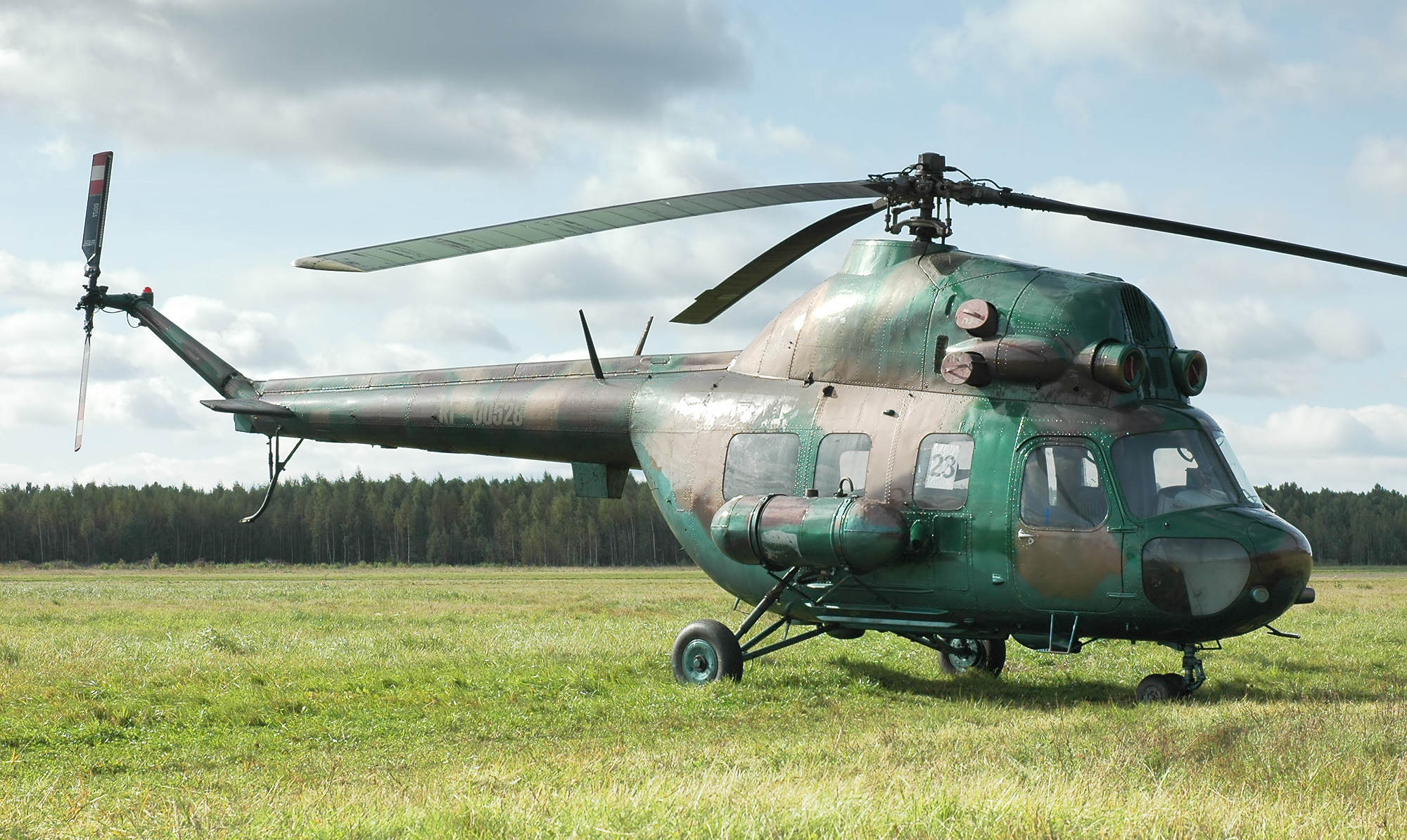
Mi-2 ởn Borki, vùng Tver, Nga

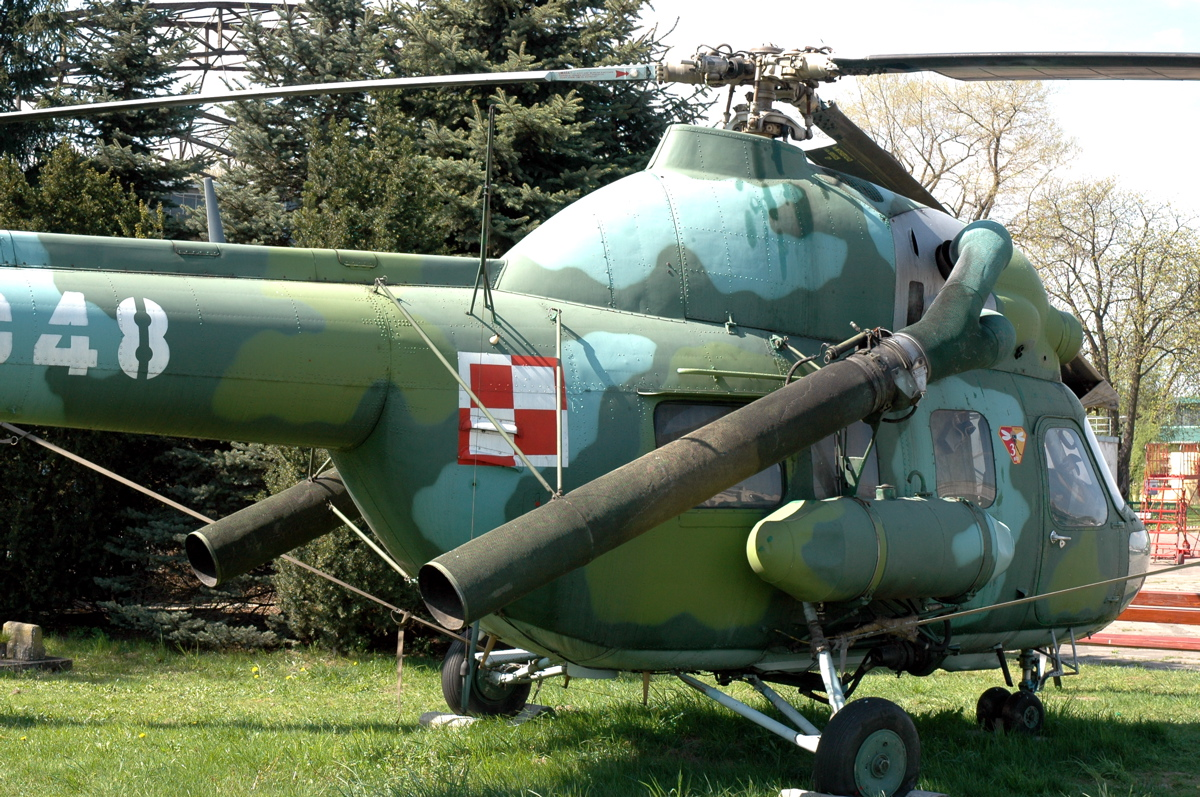
Mi-2Ch trưng bày tại Triển lãm Hàng không Ba Lan ở Warsaw

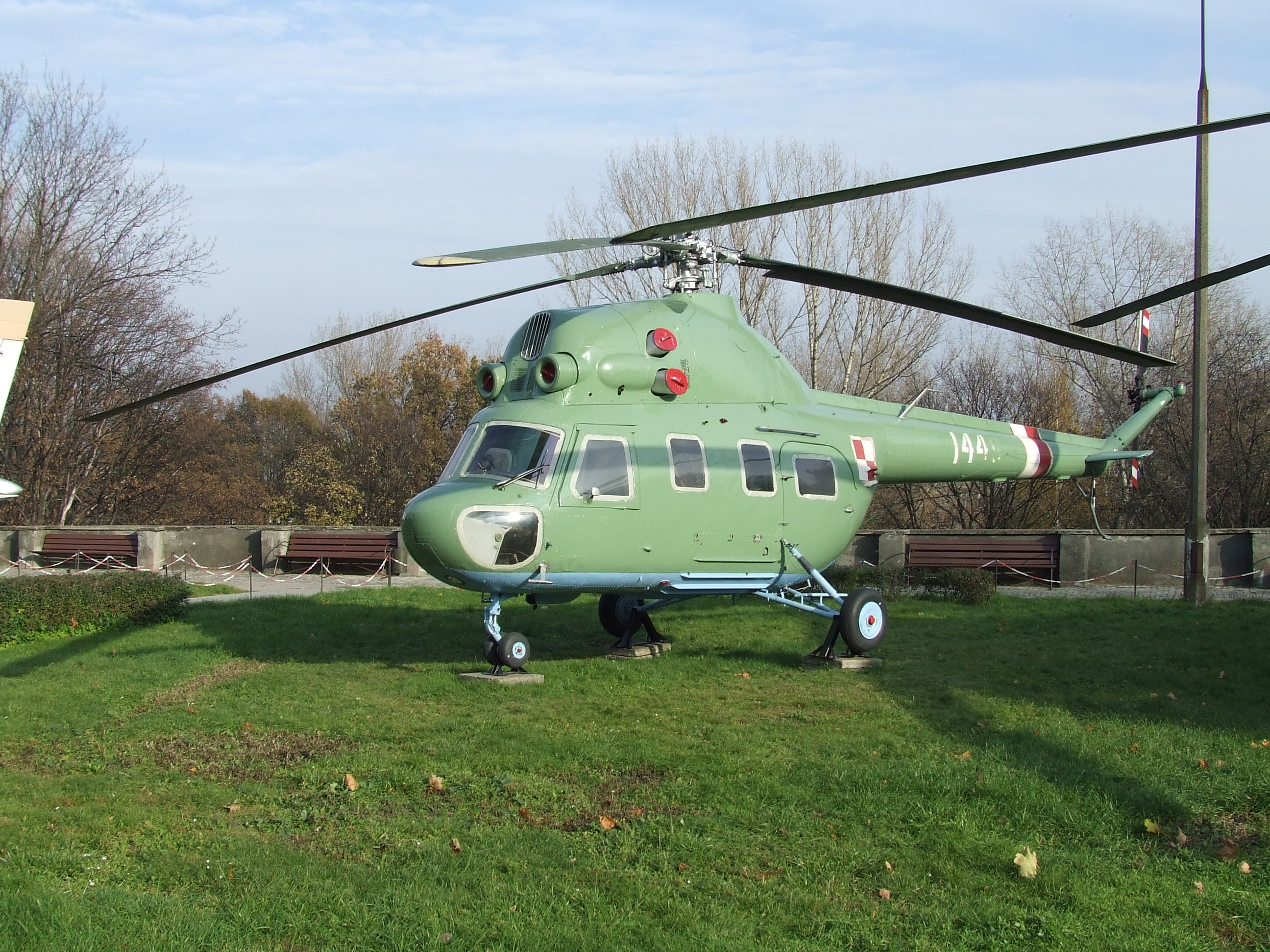
Mi-2P trưng bày tại Triển lãm Hàng không Ba Lan. Chiếc máy bay trực thăng 42 eskadra lotnicza MSWiA từ căn cứ Warszawa-Bemowo.

V-2
Nguyên mẫu thứ nhất.
V-2V
Nguyên mẫu có vũ trang.
Mi-2 Platan
Phiên bản rải mìn từ trên không.
Mi-2A
Mi-2B
Phiên bản nâng cấp để xuất khẩu sang Trung Đông.
Mi-2Ch Chekla
Trinh sát hóa học, phun khói ngụy trang.
Mi-2D Przetacznik
Chỉ huy trên không, được trang bị radio R-111.
Mi-2FM
Dùng cho công tác khảo sát.
Mi-2P
Vận tải, chở khách với 6 chỗ ngồi hành khách.
Mi-2R
Phục vụ nông nghiệp.
Mi-2RL
Phục vụ công tác cứu hộ.
Mi-2RM
Cứu hộ trên biển, được trang bị ống cuộn dây chạy bằng điện cho 2 người.
Mi-2Ro
Trực thăng trinh sát được trang bị máy ảnh.
UMi-2Ro
Trực thăng huấn luyện trinh sát.
Mi-2RS Padalec
Trực thăng trinh sát hóa học và sinh học.
Mi-2S
Trực thăng cứu hộ, có 4 chỗ nằm và 1 chỗ cho nhân viên.
Mi-2Sz
Trực thăng huấn luyện giám sát đôi.
Mi-2T
Trực thăng vận tải/đa nhiệm.
Mi-2U
Trực thăng huấn luyện giám sát đôi.
Mi-2US
Trực thăng vũ trang có pháo NS-23, 4 bệ để gắn súng PKT 7,62mm và tùy chọn 1 súng PKT nữa trên cabin.
Mi-2URN Żmija
Trực thăng vũ trang trinh sát được trang bị 1 súng NS-23 23 mm và 2 bệ phóng Mars-2 để gắn đạn phản lực S-5 16x57mm. Có thể gắn thêm 1 súng máy PK 7,62mm bên cửa.
Mi-2URP Salamandra
Gunship và diệt tăng, được trang bị súng NS-23, có thể gắn súng máy PK 7,62mm, và 4 tên lửa điều hướng bằng dây 9M14M Malutka trên các rãnh gắn vũ khí bên ngoài và bên trong khoang bay có thể chứa 4 quả tên lửa nữa.
Mi-2URP-G Gniewosz
Mi-2URP có 4 tên lửa Strzała-2 AA.
Mi-2 Plus
Biến thể nâng cấp dùng 2 động cơ GTD-350W2, các cánh rotor đều bằng nhựa, các thiết bị hàng không hiện đại.
V-3
Biến thể cải tiến của Mi-2, nhưng không tìm được động cơ phù hợp để đưa vào sản xuất thực tế.
Mi-2MSB2
Biến thể hiện đại hóa của Không quân Ukraina, sẽ đưa vào nâng cấp hàng loạt từ cuối 2011.

## Các quốc gia sử dụng

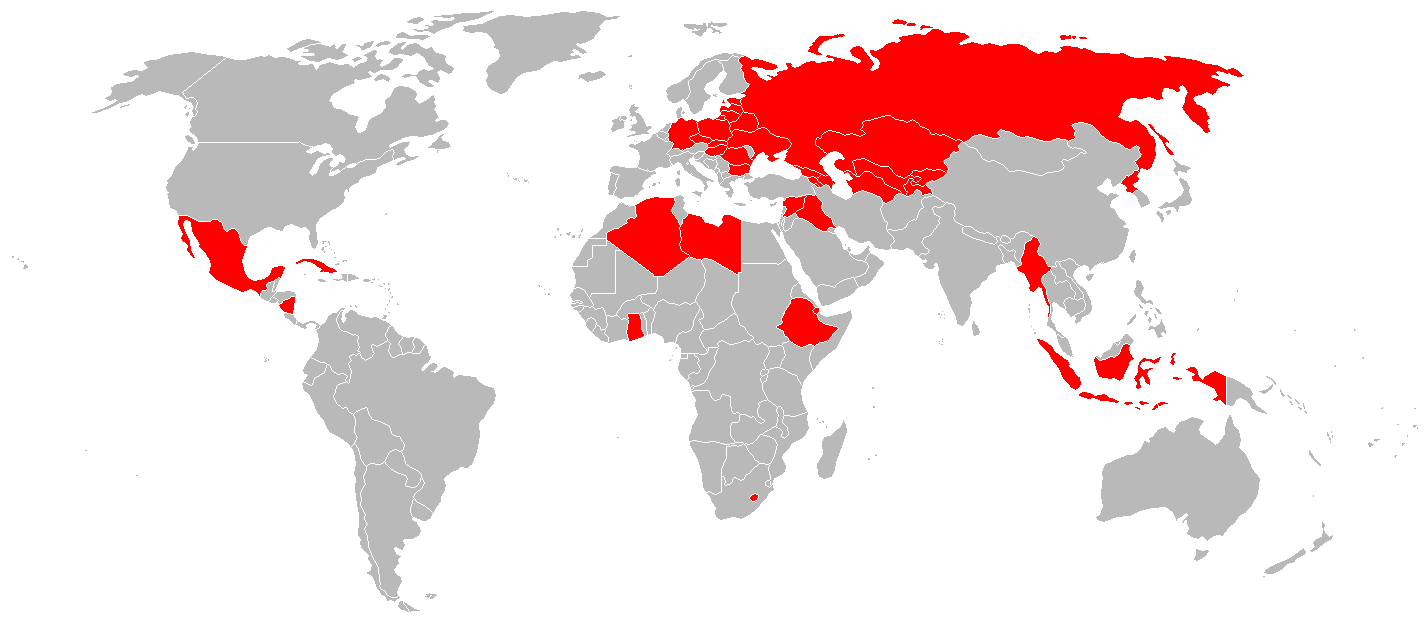
Mi-2 operators

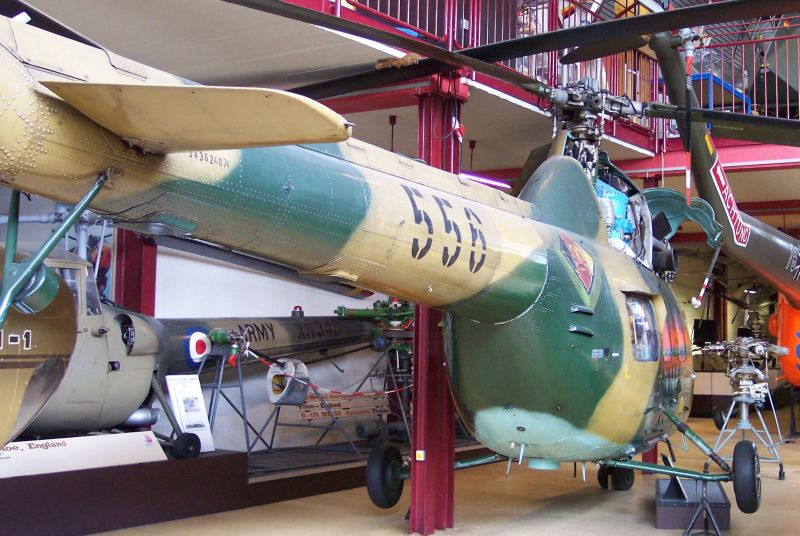
Ex-East German Air Force Mi-2 in Hubschrauber Museum, Bückeburg

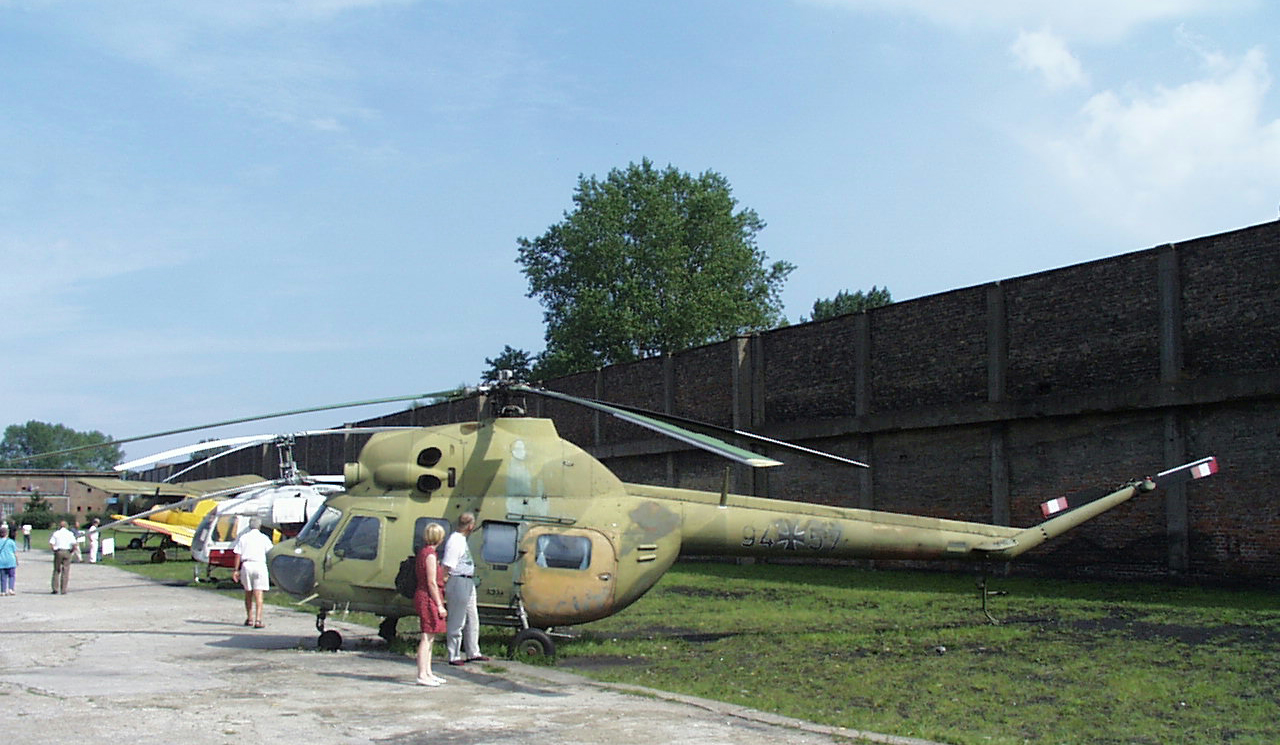
Ex-Luftwaffe Mi-2 in Peenemünde museum, summer 2001

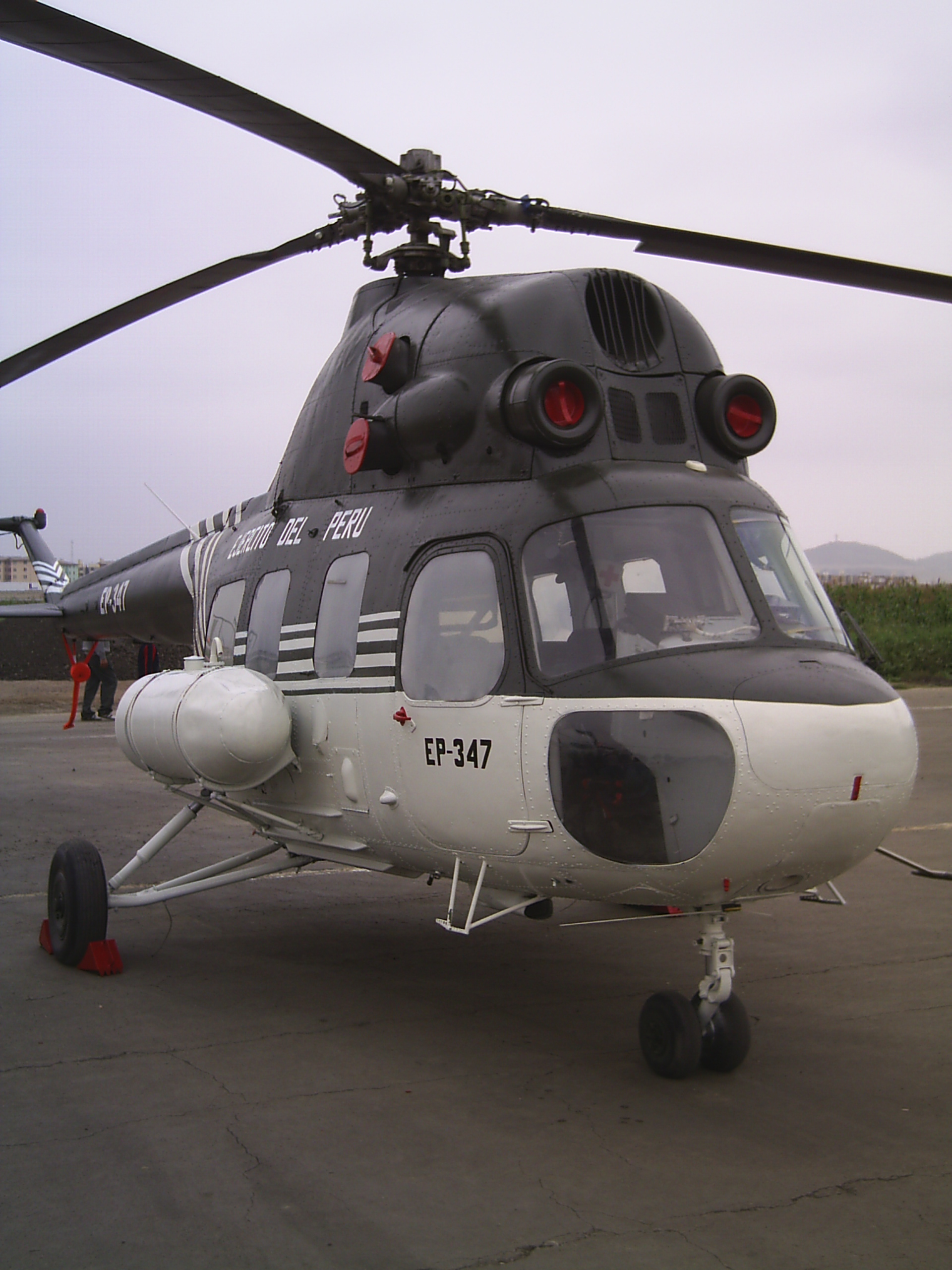
Peruvian Army Mi-2 on display at Las Palmas Airbase, 2006

Afghanistan
 Albania
 Algérie
 Armenia
 Azerbaijan
 Belarus
 Bulgaria
 Cuba
 Cộng hòa Séc
 Tiệp Khắc
 Djibouti
 Estonia
 Ethiopia
 Campuchia
 Gruzia
 Đông Đức
 Đức
 Ghana
 Hungary
 Indonesia
 Ấn Độ
 Việt Nam
 Iraq
 Latvia
 Liberia
 Lesotho
 Libya
 Litva
 Mông Cổ
 México
 Myanmar
 Nicaragua
 CHDCND Triều Tiên
 Ba Lan
 Perú
 Nga
 Slovakia
 Liên Xô
 Syria
 Thổ Nhĩ Kỳ
 Ukraina
 Hoa Kỳ

## Thông số kỹ thuật (Mi-2T)

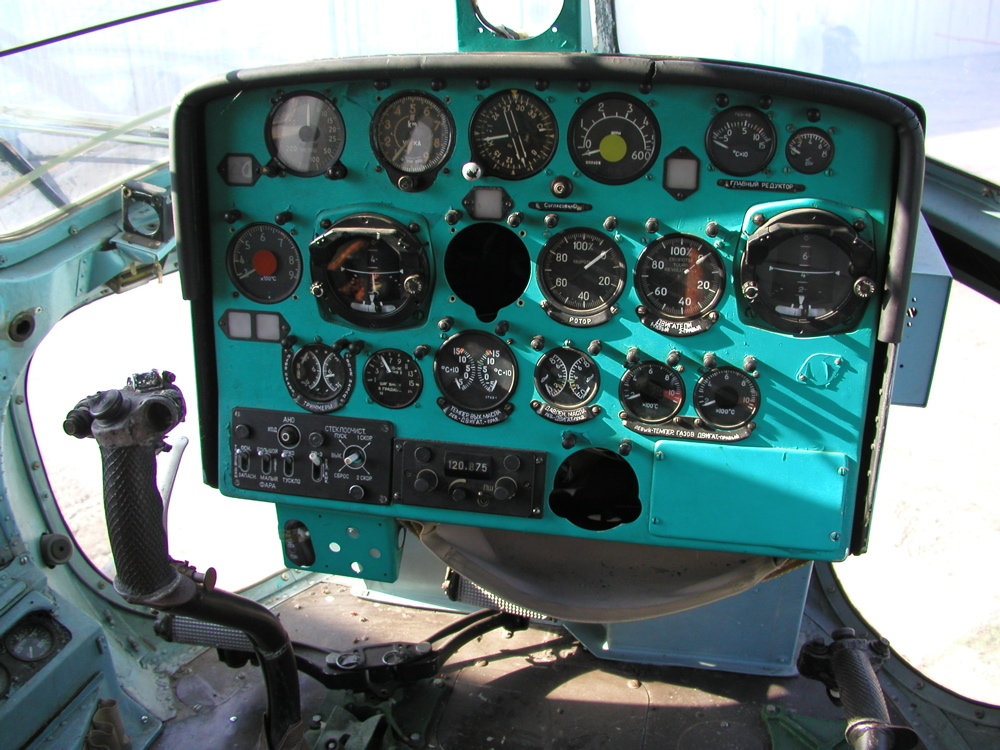
Cockpit of Mi-2 exhibited in Aviation Museum, Košice, Slovakia

Dữ liệu lấy từ 
Đặc điểm tổng quát
- Kíp lái: 1
- Sức chứa: 8 hành khách hoặc 700 kg (1.540 lb) bên trong, 800 kg (1,760 lb) hàng hóa mang thêm
- Chiều dài: 11,9 m (39 ft 4 in)
- Đường kính rô-to: 14,6 m (47 ft 11 in)
- Chiều cao: 3,7 m (12 ft 2 in)
- Diện tích đĩa quay: 167 m² (1.797 ft²)
- Trọng lượng rỗng: 2.372 kg (5.218 lb)
- Trọng lượng có tải: 3.550 kg (7.810 lb)
- Trọng lượng cất cánh tối đa: 3.700 kg (8.140 lb)
- Động cơ: 2 × PZL GTD-350 kiểu turboshaft, 298 kW (400 shp)  mỗi chiếc

 Hiệu suất bay 
- Vận tốc cực đại: 220 km/h (138 mph)
- Tầm bay: 340 km (212 mi)
- Trần bay: 4.000 m (13.120 ft)
- Vận tốc lên cao: 4,5 m/s (886 ft/phút)
- Tải trên đĩa quay: 21 kg/m² (4,3 lb/ft²)
- Công suất/trọng lượng: 170 W/kg (0,10 hp/lb)